# Ornithochilus
Ornithochilus là một chi thực vật có hoa trong họ Orchidaceae.